# Овчинников, Вячеслав Иванович
Вячеслав Иванович Овчинников (род. 1947) — советский и российский художник-маринист.
Действительный член Русского географического общества, действительный член Санкт-Петербургского морского собрания, председатель Общества художников-маринистов Санкт-Петербургского союза художников.

## Биография
Родился 10 августа 1947 года в городе Петрозаводске.
Первоначально художественное образование получил в студии Народного художника Республики Карелия — Михаила Юфа. Решив продолжить своё художественное образование, в 1967 году поступил в Ленинградское художественное училище им. В. А. Серова (ныне Санкт-Петербургское художественное училище имени Н. К. Рериха на отделение скульптуры, которое с отличием окончил в 1971 году. Высшее образование Овчинников получил в Ленинградском высшем художественно-промышленном училище им. В. И. Мухиной (ныне Санкт-Петербургская художественно-промышленная академия имени А. Л. Штиглица), которое также окончил с отличием. По окончании вуза работал в Государственном Русском музее и Главном управлении культуры Ленинграда.
В 1979 году по приглашению Центрального военно-морского музея Вячеслав Овчинников начал работать в нём на должности главного художника. В 1985 году Главнокомандующим ВМФ — адмиралом флота Советского Союза С. Г. Горшковым, В. И. Овчинников был назначен главным художником 5-го тома «Атласа Океанов» — «Человек и океан». Позже в этом же году был переведен в студию военных художников-маринистов Военно-Морского Флота при Центральном военно-морском музее.

## Творчество

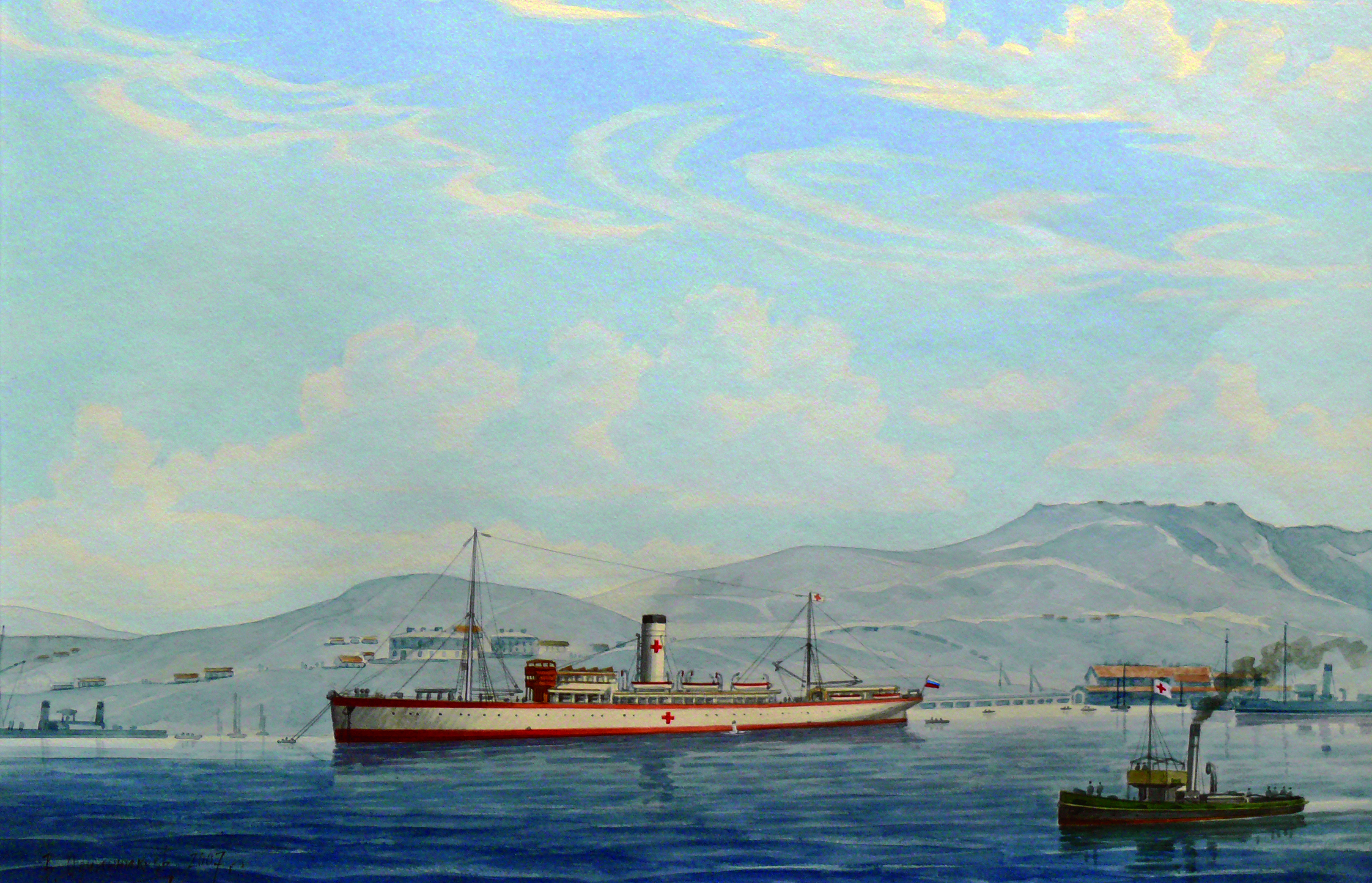
Картина «Госпитальное судно „Монголія“, Порт-Артур», Центральный военно-морской музей

Произведения Вячеслава Овчинникова находятся в музеях Москвы (Государственная Третьяковская галерея), Санкт-Петербурга (Эрмитаж, Государственный Русский музей, Музей истории Санкт-Петербурга, Центральный военно-морской музей, Музей городской скульптуры, Государственная публичная библиотека), в Королевском военно-морском музее города Портсмута (Великобритания), Музее Ватикана, а также в галереях и частных собраниях Австрии, Вьетнама, Греции, Германии, Голландии, Дании, Италии, Ирландии, Израиля, Индии, Канады, Кореи, Китая, Монако, Норвегии, США, Финляндии, Швеции, Японии. В 2006 году, к 100-летию подводного флота России, художником написано более 40 картин для Кронштадтского морского кадетского военного корпуса.
Вячеслав Иванович — участник многих российских художественных выставок. Провёл он и персональные выставки:
- 2003 год — выставка «300 лет г. Петрозаводска», Музей изобразительных искусств, Петрозаводск;
- 2007 год — выставка к 60-летию Овчинникова В. И. на его родине, Музей изобразительных искусств, Петрозаводск;
- 2010 год — выставка «Роза Ветров», Музей изобразительных искусств, Петрозаводск;
- 2013 год — выставка «300 лет Александро-Невской Лавре» «Русская эскадра Бизерта», Александро-Невская лавра, Санкт-Петербург;
- 2014 год — выставка «Севастополь − Крым − Россия», Москва;
- 2014 год — выставка в здании ЦИК России, Москва;
- 2014 год — выставка «Героические корабли Черноморского флота начала XX века», Пушкин[2].

По эскизам художника изготовлены из драгоценных металлов ордена, медали и памятные знаки. Наряду с художественной работой, В. И. Овчинников занимается издательской деятельностью: опубликовал ряд альбомов, посвященных Военно-морскому флоту и Военно-морских храмов России, а также разработал серию настенных календарей.

## Заслуги
- В 1999 году Овчинникову присвоено звание Заслуженного художника Российской Федерации.
- Национальным комитетом общественных наград Российской Федерации он награждён орденом Святого Князя Александра Невского III степени, а также Санкт-Петербургским морским собранием — орденами «За заслуги» 2-й степени, «За трудовую доблесть» 2-й степени, «За заслуги в морской деятельности» 2-й и 3-й степеней[1].
- Также удостоен нескольких государственных медалей.